# Tebansko pismo
Tebansko pismo (eng. Theban alphabet), magijsko pismo nepoznatog podrijetla koje je prvi put predstavljeno 1518. godine u djelu Polygraphia koje je napisao njemački okultist Johann von Tritheim (1462. – 1516.). U djelu se navodi da je autor tog magičnog pisma legendarni čarobnjak Honorije Tebanski.